# Единый день голосования 18 сентября 2016 года
В единый день голосования 18 сентября 2016 года в Российской Федерации прошли выборные кампании различного уровня, включая выборы депутатов Государственной думы, глав субъектов Федерации (4 очередных и 3 досрочных, а также 1 очередные и 1 внеочередные через голосование в парламенте субъекта) и выборы депутатов законодательных органов государственной власти в 39 субъектах РФ.
В 2013, 2014 и 2015 годах единый день голосования проводился во второе воскресенье сентября, однако в 2016 году он назначен на третье воскресенье сентября. Это сделано из-за переноса выборов депутатов Государственной думы с 4 декабря на сентябрь. Назначение выборов состоялось в июне 2016 года. Ушедшие в отставку после 18 июля главы регионов будут избраны уже в единый день голосования 2017 года.
Одной из новаций 2016 года стал контроль за избирательной кампанией, непосредственно голосованием и подведением итогов со стороны региональных уполномоченных по правам человека.

## Государственная дума
Изначально выборы должны были пройти 4 декабря 2016 года. Однако в июле 2015 года Госдума приняла закон о переносе парламентских выборов на единый день голосования в третье воскресенье сентября 2016 года. Закон был одобрен Советом Федерации и подписан президентом Владимиром Путиным.

## Главы субъектов федерации

### Прямые выборы
| № | Субъект федерации    | Должность                      | Предыдущий глава | Врио главы                        | Выборы                                                  | Избран         | Процент голосов | Явка    |
| - | -------------------- | ------------------------------ | --- | --------------------------------- | ------------------------------------------------------- | -------------- | --------------- | ------- |
| 1 | Республика Коми      | Глава Республики Коми          | В. М. Гайзер 15 января 2010 — 30 сентября 2015 (досрочно отстранён президентом в связи с утратой доверия, срок истекал в сентябре 2019) | С. А. Гапликов с 30 сентября 2015 | Досрочные выборы главы Республики Коми (2016)           | С. А. Гапликов | 62,17 %         | 40,67 % |
| 2 | Тульская область     | Губернатор Тульской области    | В. С. Груздев 29 июля 2011 — 2 февраля 2016 (досрочная отставка, срок истекал в августе 2016)                                           | А. Г. Дюмин со 2 февраля 2016     | Выборы губернатора Тульской области (2016)              | А. Г. Дюмин    | 84,17 %         | 45,5 %  |
| 3 | Забайкальский край   | Губернатор Забайкальского края | К. К. Ильковский 18 сентября 2013 — 17 февраля 2016 (досрочная отставка, срок истекал в сентябре 2018)                                  | Н. Н. Жданова с 17 февраля 2016   | Досрочные выборы губернатора Забайкальского края (2016) | Н. Н. Жданова  | 54,39 %         | 37,38 % |
| 4 | Тверская область     | Губернатор Тверской области    | А. В. Шевелёв 16 июня 2011 — 2 марта 2016 (досрочная отставка, срок истекал в июле 2016)                                                | И. М. Руденя со 2 марта 2016      | Выборы губернатора Тверской области (2016)              | И. М. Руденя   | 72,10 %         | 41,47 % |
| 5 | Чеченская Республика | Глава Чеченской Республики     | Р. А. Кадыров 15 февраля 2007 — 25 марта 2016                                                                                           | Р. А. Кадыров с 25 марта 2016     | Выборы главы Чеченской Республики (2016)                | Р. А. Кадыров  | 97,94 %         | 94,8 %  |
| 6 | Ульяновская область  | Губернатор Ульяновской области | С. И. Морозов 6 января 2005 — 7 апреля 2016                                                                                             | С. И. Морозов с 7 апреля 2016     | Выборы губернатора Ульяновской области (2016)           | С. И. Морозов  | 54,33 %         | 52,29 % |
| 7 | Республика Тыва      | Глава Республики Тыва          | Ш. В. Кара-оол 18 мая 2007 — 23 мая 2016 (досрочная отставка ради переизбрания, срок истекал в мае 2017)                                | Ш. В. Кара-оол с 23 мая 2016      | Выборы главы Республики Тыва (2016)                     | Ш. В. Кара-оол | 85,66 %         | 90,29 % |

### Голосование в парламенте
В Карачаево-Черкесии 26 декабря 2013 года Народное собрание республики внесло изменения в конституцию республики, законодательно утвердив отмену прямых выборов главы Карачаево-Черкесии. Отныне глава республики избирается депутатами Народного собрания из числа кандидатур, внесённых президентом Владимиром Путиным по представлению политических партий. К выдвижению своих кандидатов допускаются только политические силы, представленные в Госдуме или парламенте соответствующего региона. Они до конца августа представляют своих кандидатов на рассмотрение президенту, который отбирает из них троих и вносит эту тройку в Народное собрание. Для победы кандидату надо набрать более половины голосов региональных депутатов. В противном случае проводится второй тур, куда выходят два лидера. В этом случае для победы достаточно получить простое большинство голосов.
| № | Субъект федерации               | Должность                             | Предыдущий глава                                    | Врио главы                       | Кандидаты                                    | Дата голосования | Результат                                         |
| - | ------------------------------- | ------------------------------------- | --------------------------------------------------- | -------------------------------- | -------------------------------------------- | ---------------- | ------------------------------------------------- |
| 1 | Республика Северная Осетия      | Глава Республики Северная Осетия      | Т. К. Агузаров 13 сентября 2015 — 19 февраля 2016 † | В. З. Битаров с 19 февраля 2016  | В. З. Битаров Е. А. Князева Г. Ю. Кучиев     | 18 сентября 2016 | В. З. Битаров 56 из 61 депутата (92 % голосов)    |
| 2 | Карачаево-Черкесская Республика | Глава Карачаево-Черкесской Республики | Р. Б. Темрезов 26 февраля 2011 — 27 февраля 2016    | Р. Б. Темрезов c 27 февраля 2016 | И. А-Г. Биджев В. П. Бородкин Р. Б. Темрезов | 18 сентября 2016 | Р. Б. Темрезов 49 из 49 депутатов (100 % голосов) |

## Парламенты субъектов федерации
| №  | Субъект федерации          | Наименование парламента                        | Депу- татов    | Избирательная система                             | Процентный барьер (для партийного списка) | Срок полномочий | Выборы                                                                |
| -- | -------------------------- | ---------------------------------------------- | -------------- | ------------------------------------------------- | ----------------------------------------- | --------------- | --------------------------------------------------------------------- |
| 1  | Республика Адыгея          | Государственный совет-Хасэ Республики Адыгея   | 50 ▼ (было 54) | смешанная (▼25 проп. + ▼25 маж.)                  | 7 % (5 %)                                 | 5 лет           | Выборы в Государственный совет-Хасэ Республики Адыгея (2016)          |
| 2  | Республика Дагестан        | Народное собрание Республики Дагестан          | 90             | пропорциональная                                  | 7 % (5 %)                                 | 5 лет           | Выборы в Народное собрание Республики Дагестан (2016)                 |
| 3  | Республика Ингушетия       | Народное Собрание Республики Ингушетия         | 32 ▲ (было 27) | пропорциональная                                  | 5 %                                       | 5 лет           | Выборы в Народное собрание Республики Ингушетия (2016)                |
| 4  | Республика Карелия         | Законодательное собрание Республики Карелия    | 36 ▼ (было 50) | смешанная (▼18 проп. + ▼18 маж.)                  | 5 %                                       | 5 лет           | Выборы в Законодательное собрание Республики Карелия (2016)           |
| 5  | Республика Мордовия        | Государственное Собрание Республики Мордовия   | 48             | смешанная (24 проп. + 24 маж.)                    | 7 % (5 %)                                 | 5 лет           | Выборы в Государственное собрание Республики Мордовия (2016)          |
| 6  | Чеченская Республика       | Парламент Чеченской Республики                 | 41             | пропорциональная                                  | 7 % (5 %)                                 | 5 лет           | Досрочные выборы в Парламент Чеченской Республики (2016)              |
| 7  | Чувашская Республика       | Государственный Совет Чувашской Республики     | 44             | смешанная (22 проп. + 22 маж.)                    | 5 %                                       | 5 лет           | Выборы в Государственный совет Чувашской Республики (2016)            |
| 8  | Алтайский край             | Алтайское краевое законодательное собрание     | 68             | смешанная (34 проп. + 34 маж.)                    | 5 %                                       | 5 лет           | Выборы в Алтайское краевое законодательное собрание (2016)            |
| 9  | Камчатский край            | Законодательное собрание Камчатского края      | 28             | смешанная (14 проп. + 14 маж.)                    | 5 %                                       | 5 лет           | Выборы в Законодательное собрание Камчатского края (2016)             |
| 10 | Красноярский край          | Законодательное собрание Красноярского края    | 52             | смешанная (26 проп. + 26 маж. 22х1 + 2х2 мандата) | 5 %                                       | 5 лет           | Выборы в Законодательное собрание Красноярского края (2016)           |
| 11 | Пермский край              | Законодательное Собрание Пермского края        | 60             | смешанная (30 проп. + 30 маж.)                    | 5 %                                       | 5 лет           | Выборы в Законодательное собрание Пермского края (2016)               |
| 12 | Приморский край            | Законодательное Собрание Приморского края      | 40             | смешанная (20 проп. + 20 маж.)                    | 5 %                                       | 5 лет           | Выборы в Законодательное собрание Приморского края (2016)             |
| 13 | Ставропольский край        | Дума Ставропольского края                      | 50             | смешанная (25 проп. + 25 маж.)                    | 5 %                                       | 5 лет           | Выборы в Думу Ставропольского края (2016)                             |
| 14 | Амурская область           | Законодательное собрание Амурской области      | 36             | смешанная (18 проп. + 18 маж.)                    | 5 %                                       | 5 лет           | Выборы в Законодательное собрание Амурской области (2016)             |
| 15 | Астраханская область       | Дума Астраханской области                      | 58             | смешанная (29 проп. + 29 маж.)                    | 5 %                                       | 5 лет           | Выборы в Думу Астраханской области (2016)                             |
| 16 | Вологодская область        | Законодательное собрание Вологодской области   | 34             | смешанная (17 проп. + 17 маж.)                    | 5 %                                       | 5 лет           | Выборы в Законодательное собрание Вологодской области (2016)          |
| 17 | Калининградская область    | Калининградская областная дума                 | 40             | смешанная (20 проп. + 20 маж.)                    | 5 %                                       | 5 лет           | Выборы в Калининградскую областную думу (2016)                        |
| 18 | Кировская область          | Законодательное собрание Кировской области     | 54             | смешанная (27 проп. + 27 маж.)                    | 5 %                                       | 5 лет           | Выборы в Законодательное собрание Кировской области (2016)            |
| 19 | Курская область            | Курская областная дума                         | 45             | смешанная (▼22 проп. + ▲23 маж.)                  | 5 %                                       | 5 лет           | Выборы в Курскую областную думу (2016)                                |
| 20 | Ленинградская область      | Законодательное собрание Ленинградской области | 50             | смешанная (25 проп. + 25 маж.)                    | 5 %                                       | 5 лет           | Выборы в Законодательное собрание Ленинградской области (2016)        |
| 21 | Липецкая область           | Липецкий областной совет депутатов             | 56             | смешанная (28 проп. + 28 маж.)                    | 5 %                                       | 5 лет           | Выборы в Липецкий областной совет депутатов (2016)                    |
| 22 | Московская область         | Московская областная дума                      | 50             | смешанная (25 проп. + 25 маж.)                    | 5 %                                       | 5 лет           | Выборы в Московскую областную думу (2016)                             |
| 23 | Мурманская область         | Мурманская областная дума                      | 32 ▼ (было 38) | смешанная (▼16 проп. + ▼16 маж.)                  | 5 %                                       | 5 лет           | Выборы в Мурманскую областную думу (2016)                             |
| 24 | Нижегородская область      | Законодательное собрание Нижегородской области | 50             | смешанная (25 проп. + 25 маж.)                    | 5 %                                       | 5 лет           | Выборы в Законодательное собрание Нижегородской области (2016)        |
| 25 | Новгородская область       | Новгородская областная дума                    | 32 ▲ (было 26) | смешанная (▲16 проп. + ▲16 маж.)                  | 5 %                                       | 5 лет           | Выборы в Новгородскую областную думу (2016)                           |
| 26 | Омская область             | Законодательное собрание Омской области        | 44             | смешанная (22 проп. + 22 маж.)                    | 5 %                                       | 5 лет           | Выборы в Законодательное собрание Омской области (2016)               |
| 27 | Оренбургская область       | Законодательное собрание Оренбургской области  | 47             | смешанная (24 проп. + 23 маж.)                    | 5 %                                       | 5 лет           | Выборы в Законодательное собрание Оренбургской области (2016)         |
| 28 | Орловская область          | Орловский областной Совет народных депутатов   | 50             | смешанная (25 проп. + 25 маж.)                    | 5 %                                       | 5 лет           | Выборы в Орловский областной совет народных депутатов (2016)          |
| 29 | Псковская область          | Псковское областное Собрание депутатов         | 44             | смешанная (22 проп. + 22 маж.)                    | 5 %                                       | 5 лет           | Выборы в Псковское областное собрание депутатов (2016)                |
| 30 | Самарская область          | Самарская Губернская дума                      | 50             | смешанная (25 проп. + 25 маж.)                    | 5 %                                       | 5 лет           | Выборы в Самарскую губернскую думу (2016)                             |
| 31 | Свердловская область       | Законодательное собрание Свердловской области  | 50             | смешанная (25 проп. + 25 маж.)                    | 5 %                                       | 5 лет           | Выборы в Законодательное собрание Свердловской области (2016)         |
| 32 | Тамбовская область         | Тамбовская областная дума                      | 50             | смешанная (25 проп. + 25 маж.)                    | 5 %                                       | 5 лет           | Выборы в Тамбовскую областную думу (2016)                             |
| 33 | Тверская область           | Законодательное собрание Тверской области      | 40             | смешанная (20 проп. + 20 маж.)                    | 5 %                                       | 5 лет           | Выборы в Законодательное собрание Тверской области (2016)             |
| 34 | Томская область            | Законодательная дума Томской области           | 42             | смешанная (21 проп. + 21 маж.)                    | 5 %                                       | 5 лет           | Выборы в Законодательную думу Томской области (2016)                  |
| 35 | Тюменская область          | Тюменская областная дума                       | 48             | смешанная (24 проп. + 24 маж.)                    | 5 %                                       | 5 лет           | Выборы в Тюменскую областную думу (2016)                              |
| 36 | Санкт-Петербург            | Законодательное собрание Санкт-Петербурга      | 50             | смешанная (25 проп. + 25 маж.)                    | 5 %                                       | 5 лет           | Выборы в Законодательное собрание Санкт-Петербурга (2016)             |
| 37 | Еврейская АО               | Законодательное собрание Еврейской АО          | 19             | смешанная (10 проп. + 9 маж.)                     | 5 %                                       | 5 лет           | Выборы в Законодательное собрание Еврейской автономной области (2016) |
| 38 | Ханты-Мансийский АО — Югра | Дума Ханты-Мансийского АО — Югры               | 38 ▲ (было 35) | смешанная (▲19 проп. + ▲19 маж.)                  | 5 %                                       | 5 лет           | Выборы в Думу Ханты-Мансийского автономного округа — Югры (2016)      |
| 39 | Чукотский АО               | Дума Чукотского АО                             | 15 ▲ (было 12) | смешанная (▲9 проп. + 6 маж.)                     | 5 %                                       | 5 лет           | Выборы в Думу Чукотского автономного округа (2016)                    |

## Выборы в административных центрах субъектов РФ

### Главы административных центров
| № | Субъект федерации   | Админ. центр | Должность             | Предыдущий глава                                                                                | Врио главы                     | Выборы                                        | Избран        | Процент голосов | Явка    |
| - | ------------------- | ------------ | --------------------- | ----------------------------------------------------------------------------------------------- | ------------------------------ | --------------------------------------------- | ------------- | --------------- | ------- |
| 1 | Кемеровская область | Кемерово     | Глава города Кемерово | В. К. Ермаков 8 февраля 2013 — 19 апреля 2016 (досрочная отставка, срок истекал в феврале 2018) | И. В. Середюк с 19 апреля 2016 | Досрочные выборы главы города Кемерово (2016) | И. В. Середюк | 78,57 %         | 80,74 % |

### Представительные органы административных центров
| №  | Субъект федерации                        | Админ. центр   | Наименование выборного органа                           | Депу- татов    | Избирательная система            | Срок полномочий | Выборы                                                                  |
| -- | ---------------------------------------- | -------------- | ------------------------------------------------------- | -------------- | -------------------------------- | --------------- | ----------------------------------------------------------------------- |
| 1  | Республика Башкортостан                  | Уфа            | Совет городского округа город Уфа                       | 36             | смешанная (18 проп. + 18 маж.)   | 5 лет           | Выборы в Совет городского округа город Уфа (2016)                       |
| 2  | Кабардино-Балкарская Республика          | Нальчик        | Совет местного самоуправления городского округа Нальчик | 33             | пропорциональная                 | 5 лет           | Выборы в Совет местного самоуправления городского округа Нальчик (2016) |
| 3  | Республика Карелия                       | Петрозаводск   | Петрозаводский городской совет                          | ▼ 28 (было 30) | смешанная (▼14 проп. + ▼14 маж.) | 5 лет           | Выборы в Петрозаводский городской совет (2016)                          |
| 4  | Республика Мордовия                      | Саранск        | Совет депутатов городского округа Саранск               | 28             | смешанная (14 проп. + 14 маж.)   | 5 лет           | Выборы в Совет депутатов городского округа Саранск (2016)               |
| 5  | Чеченская Республика                     | Грозный        | Совет депутатов города Грозного                         | 27             | пропорциональная                 | 5 лет           | Выборы в Совет депутатов города Грозного (2016)                         |
| 6  | Пермский край                            | Пермь          | Пермская городская дума                                 | 36             | смешанная (14 проп. + 22 маж.)   | 5 лет           | Выборы в Пермскую городскую думу (2016)                                 |
| 7  | Ставропольский край                      | Ставрополь     | Ставропольская городская дума                           | 30             | смешанная (10 проп. + 20 маж.)   | 5 лет           | Выборы в Ставропольскую городскую думу (2016)                           |
| 8  | Калининградская область                  | Калининград    | Городской Совет депутатов Калининграда                  | 28             | смешанная (14 проп. + 14 маж.)   | 5 лет           | Выборы в городской Совет депутатов Калининграда (2016)                  |
| 9  | Кемеровская область                      | Кемерово       | Кемеровский городской совет народных депутатов          | ▲ 36 (было 35) | смешанная (18 проп. + 18 маж.)   | 5 лет           | Выборы в Кемеровский городской совет народных депутатов (2016)          |
| 10 | Саратовская область                      | Саратов        | Саратовская городская дума                              | 41             | смешанная (21 проп. + 20 маж.)   | 5 лет           | Выборы в Саратовскую городскую думу (2016)                              |
| 11 | Ханты-Мансийский автономный округ — Югра | Ханты-Мансийск | Дума города Ханты-Мансийска                             | 20             | смешанная (10 проп. + 10 маж.)   | 5 лет           | Выборы в Думу города Ханты-Мансийска (2016)                             |

## Местные выборы
В единый день голосования было проведено более 5 тысяч выборов глав муниципальных образований и депутатов представительных органов местного самоуправления и 148 референдумов.